# Jonas Boruta

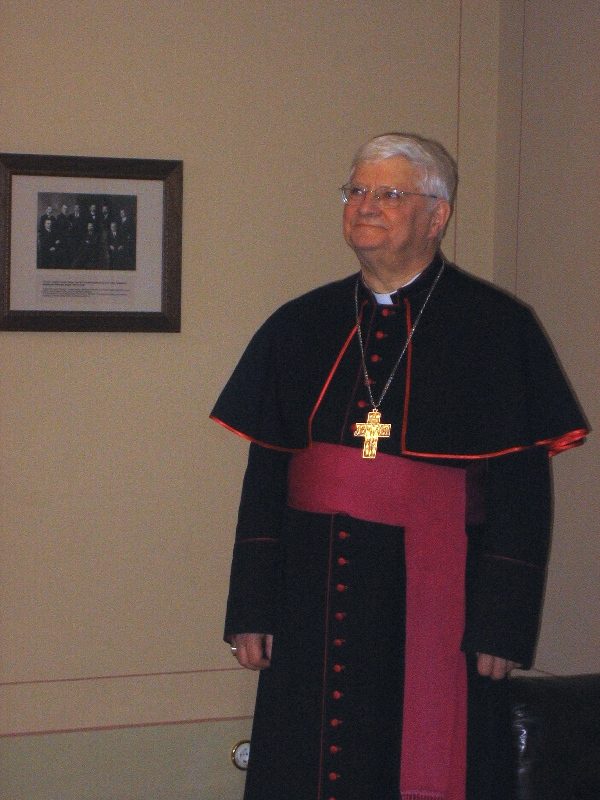
Bischof Jonas Boruta

Jonas Boruta SJ (* 11. Oktober 1944 in Kaunas; † 19. Dezember 2022 in Marijampolė) war ein litauischer Physiker, Ordensgeistlicher und römisch-katholischer Bischof von Telšiai.

## Leben
Der Bruder seines Vaters war Kazys Boruta (1905–1965), Schriftsteller, Dichter und politischer Aktivist.
Jonas Boruta beabsichtigte bereits 1962 den Eintritt in das Priesterseminar von Kaunas, der aber von den sowjetischen Besatzungsmacht verhindert wurde. Er studierte daher zunächst Physik und Mathematik an der Universität Vilnius. Nach seinem Abschluss 1970 war er am Institut für Physik der Litauischen Akademie der Wissenschaften tätig.
Parallel studierte Boruta ab 1975 Theologie im litauischen Untergrundseminar. 1981 trat er der Ordensgemeinschaft der Gesellschaft Jesu bei, was nach den Gesetzen der sowjetischen Besatzungsmacht illegal war. Er empfing die Priesterweihe am 5. August 1982, durfte sein Priesteramt auf Anordnung der Sowjets aber nicht ausüben. Sein 1982 abgeschlossenes Doktorstudium in Physik und Mathematik wurde ihm nie anerkannt. Er war daraufhin als Herausgeber der Untergrund-Zeitschrift Lietuvos Katalikų Bažnyčios kronika (Chronik der katholischen Kirche in Litauen) tätig. Er übernahm diese Aufgabe als Nachfolger seines Jesuiten-Mitbruders Sigitas Tamkevičius, der am 7. Mai 1983 verhaftet worden war. Von 1983 bis 1989 war Jonas Boruta einer der Hauptinitiatoren und Dozenten des geheimen Theologiestudiums für Angehörige litauischer Frauenorden. Mit der Wende 1989 wurde Boruta zum Provinzial der Jesuiten in Litauen ernannt und Mitglied der katechetischen Kommission im Erzbistum Vilnius.
Papst Johannes Paul II. ernannte Boruta 1997 zum Titularbischof von Vulturaria und zum Weihbischof im Erzbistum Vilnius. Die Bischofsweihe spendete ihm der Erzbischof von Vilnius und spätere Kardinal Audrys Bačkis am 21. Juni 1997; Mitkonsekratoren waren Sigitas Tamkevičius SJ, Weihbischof in Kaunas, und Juozas Tunaitis, Weihbischof in Vilnius. Er wurde zeitgleich zum Generalsekretär der Bischofskonferenz in Litauen und zum Präsidenten der Katholischen Akademie der Wissenschaften in Litauen bestellt. 1998 erhielt er den Orden des Vytis-Kreuzes.
Am 5. Januar 2002 erfolgte die Ernennung zum Bischof von Telšiai. Papst Franziskus nahm am 18. September 2017 seinen vorzeitigen Rücktritt an.
2021 erhielt er den Freiheitspreis Litauens.
Jonas Boruta starb am 19. Dezember 2022 im Alter von 78 Jahren.

## Schriften
- mit Algimentas Katilius und Elena Neniškytė: Vyskupas Vincentas Borisevičius straipsniuose ir dokumentuose. Lietuviu̧ Kataliku̧ Mokslo Akademija, Vilnius 2002, ISBN 9986-592-40-2.
- mit Vidas Spengla und Sigitas Tamkevičius: The Church, the Kronika, and the KGB web. Lietuvių Katalikų Mokslo Akademija, Vilnius 2002, ISBN 9986-592-35-6.
- Arkivyskupo Mečislovo Reinio kankinystė – atsitiktinumas ar sąmoningas apsisprendimas? In: Lietuvių Katalikų Mokslo Akademijos metraštis, Jg. 25 (2004), S. 11–76.
- als Herausgeber: Krikščionybės raidos kontekstai Žemaitijoje. Vilniaus Dailės Akademijos Leidykla, Vilnius 2011, ISBN 978-9955-854-90-6.
- als Herausgeber: Šviesa ir šešėliai Lietuvos evangelizacijos istorijoje. Vilniaus Dailės Akademijos Leidykla, Vilnius 2011, ISBN 978-609-447-007-3.